# Acacia platyptera
Acacia platyptera é uma espécie de leguminosa do gênero Acacia, pertencente à família Fabaceae.